# Шванебах, Христиан Фёдорович
Христиан Фёдорович Шванебах (1763—1820) — инженер-генерал-майор, генерал-инспектор Инженерного корпуса

## Биография
Христиан Шванебах родился 19 октября 1763 года в Австрии.
В российскую военную службу вступил кадетом 26 мая 1776 года в Артиллерийский кадетский корпус. 7 ноября 1781 года произведён в прапорщики Пионерного полка и в 1786 году — в подпоручики.
В 1789—1790 годах принимал участие в войне со Швецией, 24 ноября 1789 года за военные отличия произведён в поручики и 1 сентября 1790 года — в капитаны.
Вслед за тем Шванебах в 1793—1794 годах сражался в Польше против Костюшко а в 1796 году находился на Кавказе в делах против Персии.
11 января 1797 года произведён в инженер-майоры, 7 сентября 1797 года — в подполковники и 18 сентября 1798 года — в полковники с назначением командиром батальона в 1-м Пионерном полку, 19 января 1780 года получил чин генерал-майора.
Высочайшим указом Правительствующему Сенату от 28 февраля 1812 года Христиан Фёдорович Шванебах был назначен вице-директором Инженерного департамента, с ноября также был исполняющим дела генерал-инспектора Инженерного корпуса. С должности вице-директора уволен 19 июня 1815 года с причислением к Главному штабу. Окончательно вышел в отставку в 1818 году.
Среди прочих наград имел ордена: Святого Владимира 4-й степени, Святого Георгия 4-й степени (26 ноября 1806 года, № 1830 по кавалерскому списку Григоровича—Степанова), Святой Анны 1-й степени и Святого Иоанна Иерусалимского.
Христиан Фёдорович Шванебах скончался 23 мая 1820 года в Санкт-Петербурге, похоронен на Волковом лютеранском кладбище.